# گورچائیر (اردهان)
گورچائیر (به ترکی استانبولی: Gürçayır، به ارمنی: Սաբղարա، به کردی: Sabqare) یک منطقهٔ مسکونی در ترکیه است که در اردهان واقع شده‌است.